# Actos de reparación a Jesucristo
La tradición de la Iglesia Católica incluye oraciones y devociones específicas como actos de reparación por los insultos y blasfemias contra Jesucristo y el Santo Nombre de Jesús. Estos incluyen los sufrimientos durante la Pasión de Jesús. También existen oraciones similares como Actos de reparación a la Virgen María y Actos de reparación a la Santísima Trinidad.
Estas oraciones se recitan con la intención de reparar los pecados de otros, por ejemplo, cuando se toma el Nombre de Jesucristo en vano, para reparar el pecado de blasfemia o las injurias y sufrimientos de Jesús en el Calvario. El Papa Juan Pablo II se refirió a la reparación como el "esfuerzo incesante por estar al lado de las interminables cruces en las que el Hijo de Dios sigue siendo crucificado.
Existen organizaciones católicas específicas con este propósito. Por ejemplo, la Archicofradía de la Reparación por la blasfemia y el descuido del domingo fue fundada por Mons. Pierre Louis Parisis en 1847 y la Archicofradía de la Santa Faz fue fundada en 1851 por Leo Dupont, el "Santo de Tours". En 1950, el abad Hildebrand Gregori formó la organización "Sodalidad Orante" que en 1977 se convirtió en la Congregación Pontificia de las Hermanas Benedictinas de la Reparación del Santo Rostro.

## Apariciones y reparaciones
La necesidad de oraciones de reparación también ha sido enfatizada dentro de los mensajes reportados como parte de las apariciones marianas. Un ejemplo clave reciente es la aparición de Nuestra Señora de Akita en 1973, en la que la hermana Agnes Sasagawa informó del siguiente mensaje de la Virgen María:
Muchos hombres en este mundo afligen al Señor. Deseo que las almas lo consuelen para suavizar la ira del Padre Celestial.
La Red de Televisión del Verbo Eterno dice que, aunque no consta la aprobación del Vaticano, la aprobación del obispo local de esta revelación privada aún no ha sido anulada.
La necesidad de oraciones de arrepentimiento, reparación y penitencia también fue enfatizada en los mensajes reportados de Nuestra Señora de Kibeho en 1982.

## Rosario de las Santas Llagas
El  Rosario de las Santas Llagas es una oración basada en el  Rosario pero no incluye los misterios habituales del rosario. Está dirigido principalmente a los sufrimientos de Jesucristo y fue presentado por primera vez por Marie Martha Chambon que vivió en Chambéry, Francia, y murió en 1907.
Relató que Jesucristo se le apareció y le pidió que uniera sus sufrimientos a los de Él como «acto de reparación» por los pecados del mundo. También tiene especial aplicabilidad a las almas del purgatorio.

## Oración de reparación por insultos y blasfemias
Texto de la oración:

Oh Jesús, mi Salvador y Redentor, Hijo de Dios vivo, he aquí que nos arrodillamos ante Ti y te ofrecemos nuestra reparación; queremos reparar todas las blasfemias proferidas contra tu santo nombre, todas las injurias que se te han hecho en el Santísimo Sacramento, todas las irreverencias que se han hecho a tu Inmaculada Virgen Madre, todas las calumnias e injurias proferidas contra tu esposa, la santa Iglesia católica y romana. Oh Jesús, que has dicho: "Si pedís algo al Padre en mi nombre, os lo concederá", te rogamos y suplicamos por todos nuestros hermanos que están en peligro de pecar; protégelos de toda tentación de alejarse de la verdadera fe; salva a los que ya están al borde del abismo; a todos ellos dales luz y conocimiento de la verdad, valor y fuerza para el conflicto con el mal, perseverancia en la fe y caridad activa. Por esto te rogamos, Jesús misericordioso, en tu nombre, a Dios Padre, con quien vives y reinas en la unidad del Espíritu Santo por los siglos de los siglos. Amén.

## La flecha dorada

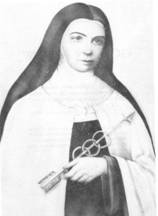
Sor María de san Pedro con la Flecha dorada

La oración de la Flecha de Oro, también llamada de la flecha dorada forma parte de la devoción católica al Santo Nombre de Jesús y al Santo Rostro de Jesús y aparece en el libro "La Flecha de Oro", la autobiografía de la hermana María de San Pedro. En su libro escribió que en sus visiones de Jesús le dijeron que un acto de sacrilegio o blasfemia es como una "flecha envenenada", de ahí el nombre de "Flecha de Oro" para esta oración reparadora.
La oración dice así:
Que el santísimo, sacratísimo y adorable
el más incomprensible e inefable nombre de Dios
sea por siempre alabado, bendecido, amado, adorado
y glorificado en el cielo, en la tierra
y bajo la tierra
por todas las criaturas de Dios
y por el Sagrado Corazón de Nuestro Señor Jesucristo
en el Santísimo Sacramento del Altar.
Amén.
Otra traducción es la siguiente:
Que el Santísimo, Sacratísimo, Adorable,
El más misterioso e indecible nombre de Dios
sea alabado, bendecido, amado, adorado
y glorificado, en el cielo, en la tierra
y en los infiernos.
por todas las criaturas de Dios
y por el Sagrado Corazón de Nuestro Señor y Salvador Jesucristo
en el Santísimo Sacramento del Altar.
Amén.